# Nadeem Iqbal
Nadeem Iqbal (ur. 3 kwietnia 1983) – indyjski biegacz narciarski. Olimpijczyk z Soczi 2014, gdzie zajął trzecie od końca, 85. miejsce w biegu na 15 km stylem klasycznym.
Startował na mistrzostwach świata w narciarstwie w Val di Fiemme 2013 i zajął tam 145 pozycję w biegu na 15 km. Jego najlepszy wynik w zawodach FIS-u to czwarte miejsce w biegu na 10 km zdobyte w 2013 roku w irańskim ośrodku narciarskim Shemshak w ostanie Teheran.

## Osiągnięcia

### Igrzyska olimpijskie
| Miejsce | Dzień     | Rok  | Miejscowość | Konkurencja             | Czas biegu  | Strata       | Zwycięzca     |
| ------- | --------- | ---- | ----------- | ----------------------- | ----------- | ------------ | ------------- |
| 85.     | 14 lutego | 2014 | Soczi       | 15 km stylem klasycznym | 38:29,7 min | +16:42,8 min | Dario Cologna |

### Mistrzostwa świata
| Miejsce | Dzień     | Rok  | Miejscowość   | Konkurencja              | Czas biegu | Strata | Zwycięzca      |
| ------- | --------- | ---- | ------------- | ------------------------ | ---------- | ------ | -------------- |
| DNS.    | 21 lutego | 2013 | Val di Fiemme | Sprint stylem klasycznym | 3:30,4 min | —      | Nikita Kriukow |

### Igrzyska azjatyckie
| Miejsce | Dzień    | Rok  | Miejscowość | Konkurencja           | Wynik       | Strata       | Zwycięzca       |
| ------- | -------- | ---- | ----------- | --------------------- | ----------- | ------------ | --------------- |
| 6.      | 2 lutego | 2011 | Ałmaty      | 15 km stylem dowolnym | 49:31,0 min | +16:01,1 min | Keishin Yoshida |
| 4.      | 5 lutego | 2011 | Ałmaty      | Sztafeta 4x10 km      | 1:54:40,9 h | +40:12,3 min | Kazachstan      |